# Julia Kern
Pour les articles homonymes, voir Kern.
Julia Kern, née le 12 septembre 1997 à Berkeley, est une fondeuse américaine.

## Biographie
Elle participe à des courses officielles FIS à partir de la saison 2012-2013. Deux ans plus tard, elle honore sa première sélection à des Championnats du monde junior à Almaty. La saison suivante, son meilleur résultat aux Championnats du monde junior est seizième du sprint et elle y monte sur son premier podium dans l'US Super Tour (dix kilomètres classique).
En 2016-2017, Kern gagne une course de la Coupe nord-américaine, un sprint, puis décroche la médaille de bronze sur le relais aux Championnats du monde junior à Soldier Hollow. Pour finir la saison, elle découvre la Coupe du monde en disputant les Finales à Québec, où avec une 24e place sur le sprint, elle inscrit ses premiers points pour le classement général.
En 2019, elle remporte son premier titre national élite sur le sprint libre et domine le classement général de l'US Super Tour. Peu après, elle obtient une quatrième place sur le sprint par équipes de Dresde, puis une onzième place sur le sprint libre de Cogne. Cet hiver, elle est sélectionnée pour les Championnats du monde à Seefeld, terminant 23e du sprint, 19e du skiathlon et cinquième du relais. 
En décembre 2019, elle atteint sa première finale dans un sprint de Coupe du monde à Planica et se classe troisième derrière les Suédoises Jonna Sundling et Stina Nilsson, pour monter sur son premier podium à ce niveau. En mars 2020, elle finit troisième du sprint des Championnats du monde des moins de 23 ans, gagné par Emma Ribom.

## Palmarès

### Championnats du monde
| Épreuve / Édition        | Sprint                           | Sprint                           | 10 km                            | 10 km                            | Skiathlon 2 × 7,5 km | 30 km | Relais                    | Relais   |
| Épreuve / Édition        | libre                            | classique                        | libre                            | classique                        | Skiathlon 2 × 7,5 km | 30 km | Sprint                    | 4 × 5 km |
| Mondiaux 2019 Seefeld    | 23e                              | Épreuve inexistante à cette date | Épreuve inexistante à cette date | 19e                              | -                    | 16e   | —                         | 5e       |
| Mondiaux 2021 Oberstdorf | Épreuve inexistante à cette date | 36e                              | -                                | Épreuve inexistante à cette date | —                    | —     | -                         | -        |
| Mondiaux 2023 Planica    | Épreuve inexistante à cette date |                                  |                                  |                                  |                      |       | Médaille de bronze, monde |          |
| Mondiaux 2025 Trondheim  |                                  | Épreuve inexistante à cette date | Épreuve inexistante à cette date |                                  | —                    | —     | Médaille d'argent, monde  |          |

|}

Légende :
- : pas d'épreuve
- — : Non disputée par Kern

### Coupe du monde
- Meilleur classement général : 40e en 2020.
- 2 podiums individuel : 2 troisièmes places.
- 5  podiums en épreuve par équipes : 1 deuxième place et 4 troisièmes places.

#### Classements détaillés
| Saison / Épreuve | Général | Général | Distance | Distance | Sprint | Sprint |
| ---------------- | ------- | ------- | -------- | -------- | ------ | ------ |
| Saison / Épreuve | Place   | Points  | Place    | Points   | Place  | Points |
| 2017             | 102e    | 7       | -        | -        | 73e    | 7      |
| 2019             | 73e     | 43      | 77e      | 7        | 42e    | 36     |
| 2020             | 40e     | 150     | 53e      | 25       | 19e    | 122    |
| 2021             | 45e     | 101     | 79e      | 6        | 20e    | 85     |

### Championnats du monde des moins de 23 ans
- Soldier Hollow 2017 :
  -  Médaille de bronze du relais.

- Oberwiesenthal 2020 :
  -  Médaille de bronze du sprint.